# 盘水街道
盘水街道，是中华人民共和国贵州省黔西南布依族苗族自治州普安县下辖的一个街道办事处。
2015年1月23日，贵州省人民政府批复同意普安县乡镇行政区划调整，新设置的盘水街道辖原盘水镇高兴村、红星村、云盘社区、普天社区和窝沿乡（除田坝村）及江西坡镇白石村，地瓜镇莲花村，办事处驻普天社区。

## 行政区划
盘水街道下辖以下地区：
普天社区、云盘社区、高兴村、红星村、白石村、莲花村、窝沿社区、河边村、官田村、上寨村、大榜村和平桥村。